# Asambleas del Partido Republicano de 2012 en Colorado
Las Asambleas del Partido Republicano de 2012 en Colorado se hicieron el 7 de febrero de 2012. Las Asambleas del Partido Republicano fueron unas asambleas cerradas, con 36 delegados para elegir al candidato del partido Republicano para las elecciones presidenciales de Estados Unidos de 2012.  En el estado de Colorado estaban en disputa 36 delegados.

## Elecciones

### Resultados
Resultados con 100% (76 de 76 precintos) reportados:
| Asambleas del Partido Republicano de Colorado de 2012 | Asambleas del Partido Republicano de Colorado de 2012 | Asambleas del Partido Republicano de Colorado de 2012 | Asambleas del Partido Republicano de Colorado de 2012 |
| Candidato                                             | Votos                                                 | Porcentaje                                            | Delegados                                             |
| ----------------------------------------------------- | ----------------------------------------------------- | ----------------------------------------------------- | ----------------------------------------------------- |
| Rick Santorum                                         | 26,372                                                | 40.2%                                                 | 15                                                    |
| Mitt Romney                                           | 22,875                                                | 34.9%                                                 | 4                                                     |
| Newt Gingrich                                         | 8,394                                                 | 12.8%                                                 | 0                                                     |
| Ron Paul                                              | 7,713                                                 | 11.8%                                                 | 0                                                     |
| Otro                                                  | 181                                                   | 0.3%                                                  | 0                                                     |
| Total                                                 | 65,479                                                | 100%                                                  | 36                                                    |